# Bogislav von Selchow
Bogislav von Selchow (* 4. Juli 1877 in Köslin; † 6. Februar 1943 in Berlin) war ein deutscher Schriftsteller, Marineoffizier und Anführer des Studentenkorps Marburg, eines Zeitfreiwilligenverbandes der Reichswehr.

## Biografie

### Jugend
Bogislav von Selchow war ein Enkel von Werner von Selchow und der einzige Sohn des preußischen Offiziers Friedrich Wilhelm Otto von Selchow und dessen Frau Hedwig Johanna Wilhelmine, geb. Kratz. Seine 1885 geborene Schwester Anna Klementine Elsbeth Hedwig (Anni) engagierte sich später in der Zeit des Nationalsozialismus in der Bekennenden Kirche in Potsdam. Mit fast 10 Jahren kam Selchow Ostern 1887 in die Quinta des Königlichen Gymnasiums in Köslin. 1895 wechselte er als Unterprimaner an das Kaiserin-Augusta-Gymnasium (heute Ludwig-Cauer-Grundschule) in Charlottenburg.

### Marine
Nach dem Abitur am 16. März 1897 trat Selchow in die Kaiserliche Marine ein und wurde zum Offizier ausgebildet. Er war an zahlreichen Seefahrten beteiligt (unter anderem an Bord der Hertha). Am 6. September 1902 war er an Bord der Panther in Gonaïves, Haiti, an der Versenkung des haitianischen Kanonenboots Crête-à-Pierrot beteiligt (Markomannia-Zwischenfall). Er nahm aktiv am Ersten Weltkrieg teil: Am 1. April 1913 ging er als Erster Offizier auf das Seekadetten- und Schiffsjungen-Schulschiff Victoria Louise, zum Kriegsbeginn auf Feindfahrt gegen Russland, ohne jedoch mit dem Feind in Berührung zu kommen. 1914 wurde er zum Korvettenkapitän ernannt. Sein Vater fiel als Kriegsfreiwilliger in den Anfangstagen des Krieges und wurde am 27. Oktober 1914 auf dem Invalidenfriedhof in Berlin begraben. Im November 1914 wurde Selchow auf eigenen Wunsch als Bataillonskommandeur nach Flandern versetzt. Vom 1. August 1917 bis November 1918 arbeitete er bei der Admiralität in Berlin, ab Dezember 1918 in der Presseabteilung des Reichsmarineamts. 1919 wurde er als Fregattenkapitän verabschiedet und schied aus der Marine aus.

### Studium und Führung eines Studentenkorps
Nach der Verabschiedung aus der Reichswehr begann Selchow 1919 mit einem Studium der Geschichte in Marburg. Auf Befehl der Reichswehr-Brigade in Kassel wurde im September 1919 Selchow die Bildung einer Freiwilligen-Formation angetragen. In Marburg gründete er das „Studentenkorps Marburg“ (StuKoMa), ein Zeitfreiwilligen-Verband der Reichswehr. Bogislav von Selchow, Fregattenkapitän a. D. hatte den Befehl über das StuKoMa. Das Studentenkorps wurde von der Kasseler Brigade der Reichswehr ausgerüstet und war auch dieser angegliedert. Das Bataillon bestand aus sechs Kompanien, jede dieser Kompanien wurde von Studenten bestimmter Studentenverbindungs-Arten gebildet.
Bereits vor dem Kapp-Putsch teilte Selchow sein Studentenkorps dazu ein, öffentliche Gelder für die Putschisten zu beschlagnahmen und in Marburg jüdische Banken zu besetzen.
Zusätzlich war Selchow in Westdeutschland Anführer der Organisation Escherich (Orgesch), einer illegalen republikfeindlichen und paramilitärischen Organisation, die Fememorde beging und Waffenverstecke zur angeblichen „Bekämpfung des Bolschewismus“ anlegte.
Selchow war eine zentrale Person der Ermittlungen nach den „Morden von Mechterstädt“: Nach der Tötung aufständischer Arbeiter durch Mitglieder des Studentenkorps wurden Letztere nach medialen und politischen Empörungen angeklagt, aber schlussendlich freigesprochen. Nach den Freisprüchen studierte Selchow weiter Geschichte und Philosophie und wurde am 24. Januar 1923 promoviert.

### Zeit des Nationalsozialismus
Obwohl Antisemit und politisch dem Nationalsozialismus anhängend, war Selchow kein Parteimitglied. Er gehörte aber zu den 48 „bekannten Persönlichkeiten“, die nicht der NSDAP angehörten und 1933 öffentlich und medienwirksam zur Wahl von Adolf Hitler aufforderten. Auch gehörte er zu den Gründungsmitgliedern der Akademie für Deutsches Recht. 1936 wurde er Namensgeber der NS-Studenten-Kameradschaft „B. von Selchow“ der vormaligen Marburger Burschenschaft Germania. Am 9. Juni 1939 wurde Selchow zum Ehrensenator der Philipps-Universität Marburg ernannt. In Meyers Lexikon 1942 wurde Selchow als „Getragen von nationalistischer Gesinnung“ charakterisiert.

## Nachwirkungen
Nach Ende des Zweiten Weltkriegs wurden seine Schriften Wächter der Schwelle (1932), Von Trotz und Treue (1932), Der deutsche Mensch (1933), Der bürgerliche und der heldische Mensch (1934) und Hundert Tage aus meinem Leben (1943) in der Sowjetischen Besatzungszone auf die Liste der auszusondernden Literatur gesetzt.
1943 wurde Selchow auf dem Invalidenfriedhof in Berlin beigesetzt. Die Grabstätte ist nicht erhalten.
In der heutigen Zeit werden die Gedichte von Selchows hauptsächlich von Rechtsextremisten veröffentlicht.

## Werke (in Auswahl)
- Weltkrieg und Flotte. 1918.
- Deutsche Gedanken. Gedichte 1920.
- Von Trotz und Treue. Gedichte 1921.
- Der Ruf des Tages (Von Trotz und Treue. Teil 2), Gedichte 1922.
- Unsere geistigen Ahnen. Ein Weltbild. 1927.
- Wächter der Schwelle Gesammelte Gedichte, 1930.
- An der Schwelle des vierten Zeitalters. 1931.
- Die Not unseres Rechts 1932.
- Der Glaube in der deutschen Ich-Zeit. Ein Zeitbild. 1933.
- Der Deutsche Mensch. Zwei Jahrtausende Deutscher Geschichte. 1933.
- Der bürgerliche und der heldische Mensch. 1934.
- Das Namenbuch. 1934.
- Der unendliche Kreis. Lebensroman des Nikolaus von Cues. Ein Zeitwendebild. 1935.
- Deutsche Köpfe im Zeitalter Friedrichs des Großen. 1936.
- Hundert Tage aus meinem Leben. Erinnerungen. 1936.
- Worte und Werke / Bogislav von Selchow. Herausgegeben und mit einem Nachwort versehen von Hans Weicker, 1938.
- Frauen großer Soldaten. 1939.

## Filme
- Auf der Flucht erschossen (Deutscher Fernsehfunk DFF, 1962, Regie: Wolfgang Luderer, mit Adolf Peter Hoffmann in der Rolle von Bogislaw von Selchow)